# ダニエル・マーティン (バドミントン選手)
ダニエル・マーティン（英語: Daniel Marthin、2001年7月31日 - ）は、インドネシアの男子バドミントン選手。世界ジュニア選手権の2冠王者。

## 経歴
ジュニア時代から男子ダブルスに専念しており、ペアは同世代のレオ・ローリー・カルナンド。2019年に、世界ジュニア選手権の男子ダブルス及び混合団体の2種目で優勝。同年のアジアジュニア選手権でも男子ダブルスで優勝した。
2022年のシンガポール・オープンでは、準決勝で世界ランク3位の同胞のモハマド・アッサン / ヘンドラ・セティアワンペアを破り、決勝で同じく同胞で世界ランク5位のファジャル・アルフィアン / ムハマド・リアン・アルディアントを破って優勝した。BWFワールドツアー初タイトルとなった。
2023年、1月のインドネシア・マスターズとタイ・マスターズで優勝し、世界ランク10位に突入する。
2024年のジャパン・オープンからは、2歳年上のムハマド・ショヒブル・フィクリとペアを組む。